# Klas Widén
Klas Widén, född 1951, är en svensk kompositör.
Han har komponerat och arrangerat musik till teateruppsättningar, bland annat på Riksteatern, Uppsala Stadsteater, Musikteatergruppen Oktober och Barnens underjordiska scen (BUS). För Unga Riks skrev han musikalen Malla handlar.
Widén har tonsatt texter av Lennart Hellsing som 1992 sjöngs in på skiva av Monica Törnell (se Äppelkväll). Han har också tonsatt dikter skrivna av elever på Hjulsta Skolor, en CD med titeln Perfekt. Den blev år 1999 nominerad till en Grammis för bästa barnproduktion. Widén har även komponerat barnvisor tillsammans med Helena Dahlbäck (Ballongresan, 1999).
Widén har också skrivit Cornelis Vreeswijk: en förteckning över hans produktion med kort biografi, Musikvetenskapliga avdelningen, Stockholms universitet (1988).  